# Castelnuovo Bozzente
Castelnuovo Bozzente är en ort och kommun i provinsen Como i regionen Lombardiet i Italien. Kommunen hade 889 invånare (2018).